# 前方後円墳体制
前方後円墳体制（ぜんぽうこうえんふんたいせい）とは、古墳時代前期に現れた定型化した前方後円墳の造営にみられる政治秩序。考古学者都出比呂志によって1991年に提唱された概念。なお、広瀬和雄は「前方後円墳国家」、近藤義郎は「前方後円墳秩序」の名称で同様の概念を提唱しているが、論者によって主張の力点が異なり、特に国家形成論の観点からは意見に対立がみられる。

## 概要

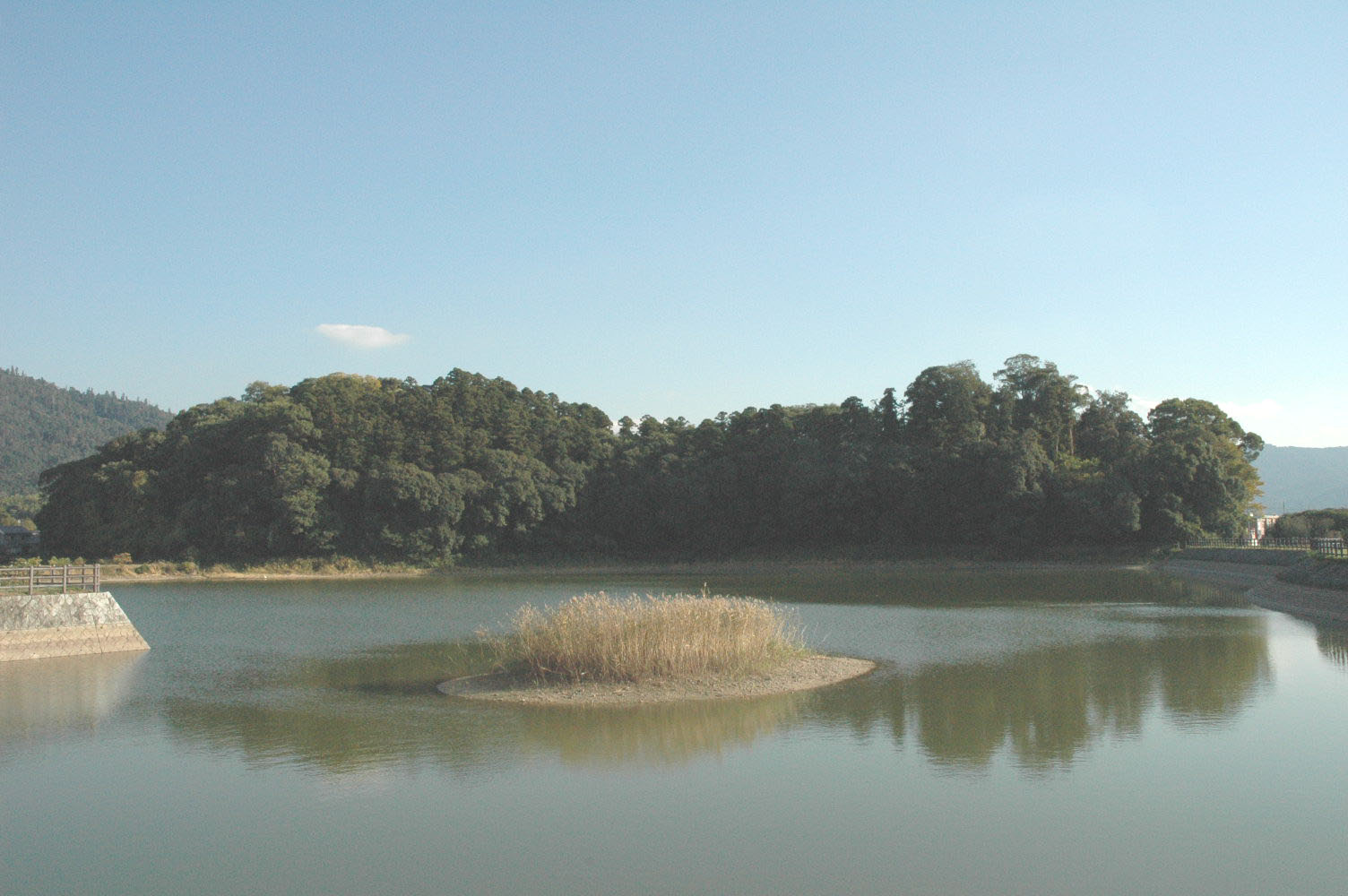
箸墓古墳

都出比呂志は、奈良県桜井市の箸墓古墳をはじめとする定型化した前方後円墳の造営をもって古墳時代の始まりとし、古墳時代は、その当初からすでに国家段階に達していたとして、葬制の定型化にみられるような一元化された政治秩序を前方後円墳体制と呼ぶべきだと主張した。
広瀬和雄は、日本列島各地に展開した前方後円墳の特質として「見せる王権」としての可視性、形状における斉一性、そして、墳丘規模に顕現する階層性の3点を掲げ、前方後円墳を、大和政権を中心とした首長層ネットワークすなわち「前方後円墳国家」と呼ぶべき国家の表象であると論じた。そして「前方後円墳国家」とは、広瀬によれば、「領域と軍事権と外交権とイデオロギー的共通性をもち、大和政権に運営された首長層の利益共同体」と定義されている。また前方後円墳と前方後方墳との間には階層性が存在し、前方後方墳は政治的に劣位の二次的なメンバーの墓であるとしている。
近藤義郎は、前方後円墳の成立の歴史的意義について「畿内中枢や吉備を中心とする倭の各地の進んだ部族首長達が、対内的・対外的必要から集まり、それぞれの狭い祖霊の世界、つまり、地域ごとの祭祀的・政治的世界から抜け出し、前方後円墳の世界として列島の多くの部族集団を祭祀的・政治的に結びつけた」として、このような「倭的世界の形成」つまり「前方後円墳秩序の創出」によって日本列島各地の部族首長に明確な格差が持ち込まれたとしている。
都出の提唱した「前方後円墳体制」の概念は、古代史研究や考古学研究において重大な提案であり、当該分野に関わるほとんどすべての研究者に影響をあたえた。呼称もまた、提唱者による命名である「前方後円墳体制」が広く踏襲されている。
渡辺貞幸は、弥生時代の末葉に弥生墳丘墓が地域ごとに独自な形式で成立して地域ごとの祭祀的世界や政治的勢力が形成されていたのに対し、古墳時代に入ると前方後円墳の巨大化がみられ、突出部は前方部に整えられていくとして、さらに、墳丘の形と規模において格差が明瞭に現れることに注目して、「前方後円墳・前方後方墳・円形・方形といった前方後円墳体制」を形成するとしている。
また、石野博信は、前方後円墳を3世紀中葉に大王墓として採用されて6世紀末までつづいたとするが、事実としては継体朝にいて反乱の将であった筑紫国造磐井も前方後円墳を造営していたことから「前方後円墳体制」は首長層の精神的紐帯にすぎず、祭祀の内容も実際には大きく変質していったと述べている。
藤田憲司は、「巨大前方後円墳の築造が続いた約350年間の当初から「全土的」に一体的な体制が成立したという想定は、多くの問題点を抱えており、同意できない。「古墳時代」中期までは各地に大きな前方後円墳を築く権力構造が成立しており、「近畿中央部の首長と地方の首長との間にあったのはせいぜい同盟的な」関係であったろう」という指摘は一つの指標になると思う。」と述べている。
一方、天皇陵の形状および規模、基数および分布、築造の時代推移、祖型および最古型の所在について、全国的な統計データからみた場合、「前方後円墳体制」の実在は確認できないとの指摘も出されている。